# Matthias Konrad
Matthias Konrad (* 6. Juni 1943 in Lieboch) ist ein österreichischer Politiker (SPÖ). Er war von 1994 bis 2014 Bürgermeister der obersteirischen Bezirkshauptstadt Leoben.

## Leben und Wirken
Matthias Konrad wurde am 6. Juni 1943 in Lieboch geboren, wuchs in bäuerlichen Verhältnissen auf und besuchte die Volksschule in Mooskirchen. Später arbeitete er am elterlichen Hof mit, besuchte nebenbei landwirtschaftliche Fortbildungslehrgänge und dann die Bürofachschule Krebs in Graz. Während seiner Militärzeit und dem anschließenden Dienstverhältnis bei der Steiermärkischen Gebietskrankenkasse in Graz absolvierte Konrad ebenfalls in Graz das Bundesrealgymnasium für Berufstätige und legte dort im Jahr 1968 seine Matura ab. Noch im selben Jahr trat er in den Bundesfinanzdienst ein und studierte berufsbegleitend Rechtswissenschaft an der Universität Graz, an der im Jahre 1973 zum Doktor der Rechte promovierte.
Ab 1975 gehörte er dem Finanzamt Leoben an, war Stellvertreter des Vorstandes, Leiter der Betriebsprüfung und Strafsachenstelle und Schulungsleiter. Im Jahr 1991 stieg er zum Leiter des Finanzamtes auf und hatte diese Position bis zu seiner Pensionierung im Jahr 2003 inne. Von 1988 bis 1990 war er zudem Obmann der Stadtwerke Leoben.
Seit 1977 war Matthias Konrad mit Maria (geb. Edegger; 1956–2018) verheiratet und hatte mit ihr eine Tochter und einen Sohn.

## Politischer Werdegang
Seit 1990 war Matthias Konrad Finanzstadtrat und seit dem 30. Juni 1994 Bürgermeister der Stadt Leoben, in der er seit 1975 wohnt, als Nachfolger von Reinhold Benedek (SPÖ), der dieses Amt von 1985 bis 1994 innehatte. In Matthias Konrads Amtszeit fällt zum Beispiel die Eröffnung des neugestalteten Hauptplatzes Leobens 1997. Seit dem 5. Juli 2005 engagiert er sich als Aufsichtsratsmitglied der Steiermärkischen Sparkasse. Im Österreichischen Städtebund gehört er der Geschäftsleitung an. Zum 6. Februar 2014 gab Matthias Konrad das Amt des Bürgermeisters von Leoben an Kurt Wallner (SPÖ) ab.

## Auszeichnungen
- 1988: Goldenes Ehrenzeichen für Verdienste um die Republik Österreich[1]
- 1992: Ernennung zum Hofrat[1]
- 2001: Ehrenbürgerschaft der Montanuniversität Leoben[5]
- 2011: Päpstlicher Silvesterorden[6]
- 2013: Ehrenbürgerschaft und Ehrenring der Stadt Leoben
- 2014: Erzherzog-Johann-Medaille in Gold der Montanuniversität Leoben
- 2014: Goldenes Ehrenzeichen des Landes Steiermark